# قیم درخت

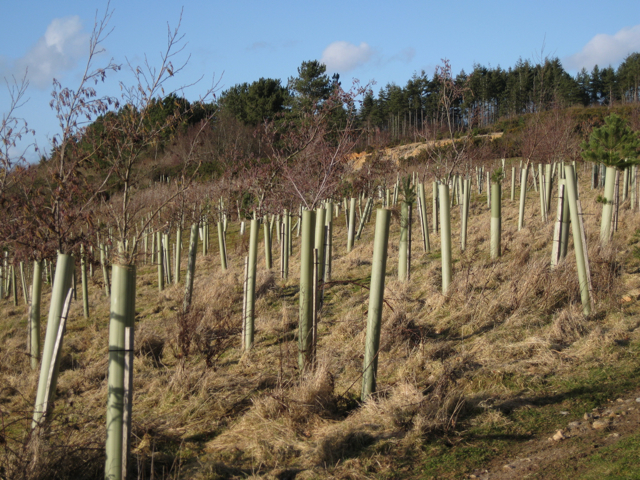
درختان جوانی که توسط لوله‌های پلاستیکی محافظت می‌شوند

قیم درخت، نگهبان درخت یا لوله درخت (گاهی نیز لوله تولی) ساختاری است که از نهال درختان کاشته‌شده در برابر جانوران و دیگر اسیب‌های هنگام رشد درختان محافظت می‌کند.